# Pan amanuensis na venku aneb putování za novelou
Pan amanuensis na venku aneb putování za novelou je próza obrozeneckého básníka a prozaika Františka Jaromíra Rubeše. Bývá označována za novelu, povídku či humoresku a poprvé vyšla v roce 1841. Nabízí parodicky pojatý příběh novopečeného právníka, který se na venkově snaží napsat novelu pro svého potenciálního zaměstnavatele, přičemž text kriticky hodnotí soudobý sentimentální poetický kánon a opakující se lyrické prvky.

## Okolnosti napsání
František Jaromír Rubeš byl obrozenecký básník, prozaik a autor písňových textů společenského zpěvu. Narodil se v roce 1814 v Čížkově u Pelhřimova. Již během studií filozofie v Praze se souvisleji snažil o literární tvorbu a také se podílel na úsilí o stálost českých představení v Kajetánském divadle. Z počátku Rubeš vystupoval jako básník konvenční sentimentální lyriky. Příkladem může být báseň Pouť života. Tuto prvotinu uveřejnil v roce 1834 v časopise Květy a jeho znělky si získaly oblibu, což Rubeše následně vedlo k další literární tvorbě. Většina jeho prací se vyznačovala biedermeierovským stylem. Tento umělecký směr a životní styl převládal ve střední Evropě mezi lety 1815 a 1848. Cílem bylo vychovat mírného, obětavého a společenského Čecha.

Rubeš oplýval osobitým smyslem pro humor. Svůj talent uplatnil, když se kolem roku 1835 začal věnovat psaní Deklamovánek. To je delší, fejetonisticky laděná báseň určená k přednesu. V první třetině 19. století se ve městech i na venkově pořádaly zábavy, kde byly tyto básně přednášeny za účelem probuzení národního ducha. Přestože prvními autory tohoto žánru byli V. K. Klicpera a J. J. Langer, byl to právě Rubeš, kdo získal vřelé ohlasy čtenářů. Oproti ostrému satirikovi jako byl Langer, vystupoval Rubeš jako dobrosrdečný humorista. Rubeš se stal nejpopulárnějším básním své doby právě kvůli deklamovánkám. Básník byl oblíbený nejen pro humor, ale i proto, že dokázal pravdivě vylíčit tehdejší život. Psaní deklamovánek ovlivnilo vývoj a podobu jeho prosaické tvorby. Vývojově podnětnější se ukázaly být pro jeho tvorbu drobné prosaické causerie a črty, které prokazovaly cit pro detail i hru s literárností.
„Volné, jen nenásilně fabulované propojení scén z dobového života na cestopisném půdorysu se stalo základem R. nejúspěšnějšího prozaického díla – Pan amanuensis na venku aneb Putování za novelou.“ 

## Děj
Protagonistou příběhu je mladý Antonín Prášil, který právě dokončil právnická studia v Praze („amanuensis“ = nižší soudní úředník). Přijde za ním spolužák Štika, který oznamuje, že mu domluvil práci u svého strýce doktora Štiky. Tato nabídka obsahuje ale jednu podmínku. Až se bude za dva týdny hlásit o práci, musí donést novelu pro ženu doktora Štiky. Prášilovi se nabídka líbí, jen má strach, že nezvládne nic napsat. 
Než vyrazí na venkov, staví se v hospodě rozloučit s přáteli. Když servírka, předává písničku od ponocného z její vesnice jednomu z přátel, vezme si ji Karel Dubský do ruky. Poté, co si ji přečte, zajásá a zmizí z hospody. Následující den Prášil vyráží na cestu a doufá, že přijde na námět své novely. Již v dostavníku komunikuje s cestujícími, aby se dozvěděl jejich příběhy. Sebe představuje jako právníka, ale pod jménem Dubský. Této volby následně lituje, protože ho přivádí do nelehkých situací. Pobyt na venkově zahajuje ve vsi Hustopeče. O pár dní později potkává pana Neviděla, kterého si v dostavníku vyhlédl jako ideálního hrdinu. Když se ho vyptává na život, udělá se Nevidělovi zle a omdlí. Když Prášil přivádí doktora na pomoc, vidí, že hrdina i jeho kabát jsou pryč. Za pár posledních peněz si Prášil koupí starý kabát.
Chudý a bez novely se potuluje po vsi. Na poli otrhá trochu hrachu, který následně vloží spícímu muži pod hlavu. Tento čin bohužel vidí majitel pole a Prášil se ocitá v potížích a následně i v šatlavě Tam se dokonce potkává s panem Nevidělem, který mu předtím odcizil kabát. Prášil na nic nečeká a kabát si s ním vymění. Ze šatlavy ho za úplatky vysvobodí mlynář, na kterém provedl svůj žert. Mlynář mu nabízí přístřeší ve mlýně, kde ho poznává slečna z dostavníku a osloví jej jako pana Dubského. Mlynář je nadšený, protože otec Dubského byl jeho blízký přítel. Prášil včas vysvětluje, že jméno přítele si jen vypůjčil. Mlynář ho i tak vřele přijímá. Následující den se Prášil vydává na cestu do Prahy. K večeru dorazí do vesnice Jedlovice, kde se zrovna pořádá bál. Na bále se seznámí s ponocným, který vypráví, že vymyslel skvělou písničku, když jednou hlídal nebožtíka, kterého tu noc přivezli. A že písničku již tisknou v Praze. Prášilovi dochází, že je to ta, s kterou utekl Dubský. Po bále ulehá na vůz a spí. Ráno se probudí opět u mlynáře, kam vůz v noci převezli. Zde se potkává i s přítelem Dubským, který přijel za mlynářem a jeho dcerou. Z vyprávění Dubského se dozvídáme, že všechny události, které se přihodili Prášilovi, úzce souvisí s jeho problémy. Na druhé straně písně, kterou si odnesl z hospody, byla závěť jeho zesnulého strýce. Tu mu však někdo v Praze ukradl. S největší pravděpodobností to byl Neviděl. Protože když Prášil měl již svůj odcizený kabát zpět, objevil v kapse tobolku. Tobolku Prášil otvírá teprve ve mlýně a vidí, že je tam hledaná závěť. Tu předává Dubskému a je svědkem šťastného konce přítelova trápení. Po dvou týdnech na venkově se Prášil vrací zpět domů, bohužel bez novely. Cestu mu zkrátí cizí muž, který se ptá, proč je smutný a on poví celý svůj příběh. Když kočár zastaví před domem doktora Štiky, Prášil se zalekne. Muž, který mu nabídl odvoz, byl strýc spolužáka, u kterého měl následující den nastoupit. Pan Štika ho uklidňuje, že se nemusí zítřejšího dne bát.

## Interpretace
Pan amanuensis na venku aneb putování za novelou není pouze povídkou, která by nabízela příběh čerstvě kvalifikovaného právníka, ale nabízí též hodnocení české povahy a literatury. Autor se ve svém díle staví kriticky k poetickému kánonu národního obrození. Pro Rubeše idealizovaný charakter této poetiky s jejími pravidly a hrami ztratily svůj význam a staly se tak předmětem komické literární hry v jeho díle.
V díle lze nalézt návod na úspěšnou novelu tehdejší doby, která odpovídá dobovému čtenářskému očekávání odrážející vliv sentimentální poetiky a biedermeierovské idyly.

Ukázka návodu:
„Vem oči do ruky, koukej a piš, co uvidíš, napni uši a piš, co uslyšíš. Vyvol nějaké utěšené oudolí, z jedné strany ves, z druhé háj, ve vsi nech zvonit klekání, v háji kukat kukačku, popisuj modré oči myslivcovy dcery, konšelovu zelenou vestu a kantorův červený nos. Před zámkem si vykračuje důchodenský písař a hvízdá si, z vikýře vykukuje vrátného schovanka a zívá. Nech to křížem a krážem zamilovat, naházej do toho marcipánových srdcí a perníkových kominíků, slzí a smíchu, tance a mrzutosti, k tomu ober ještě trochu Lafontaina, Cramra, Spiessa a jak se ti spiritusi všickni všudy jmenují, pak, aby to bylo přece trochu poetické, nahrň do toho slov, kterým ani sám rozuměti nebudeš, a neudělej k tomu žádného konce." 
František Jaromír Rubeš se dílem Pan amanuensis na venku aneb putování za novelou stal zakladatelem české cestopisné povídky, ve které jsou jednotlivé obrazy a epizody spojeny motivem cestování.